# Giovanni Pietro Francesco Agius de Soldanis
Kanonik Giovanni Pietro Francesco Agius de Soldanis (malt. Ġan Piet Franġisk Agius de Soldanis) (ur. 1712, zm. 1770), często nazywany de Soldanis (malt. Sultana), był to maltański lingwista, historyk i duchowny z wyspy Gozo. Napisał pierwszy leksykon oraz gramatykę systematyczną języka maltańskiego. Był też pierwszym bibliotekarzem Bibliotheca Publica, poprzedniczki National Library of Malta.

## Życiorys
De Soldanis urodził się 30 października 1712 roku w Rabacie na Gozo; jego rodzicami byli Andrea Hagius i Valenzia Sultana. Ochrzczony został następnego dnia w kościele parafialnym św. Jerzego. Przy chrzcie zapisany został jako Giovanni Pietro Francesco Agius, lecz później dodał do swojego nazwiska de Soldanis, zlatynizowaną wersję panieńskiego nazwiska swojej matki Sultana, i dziś jest powszechnie pod nim znany.

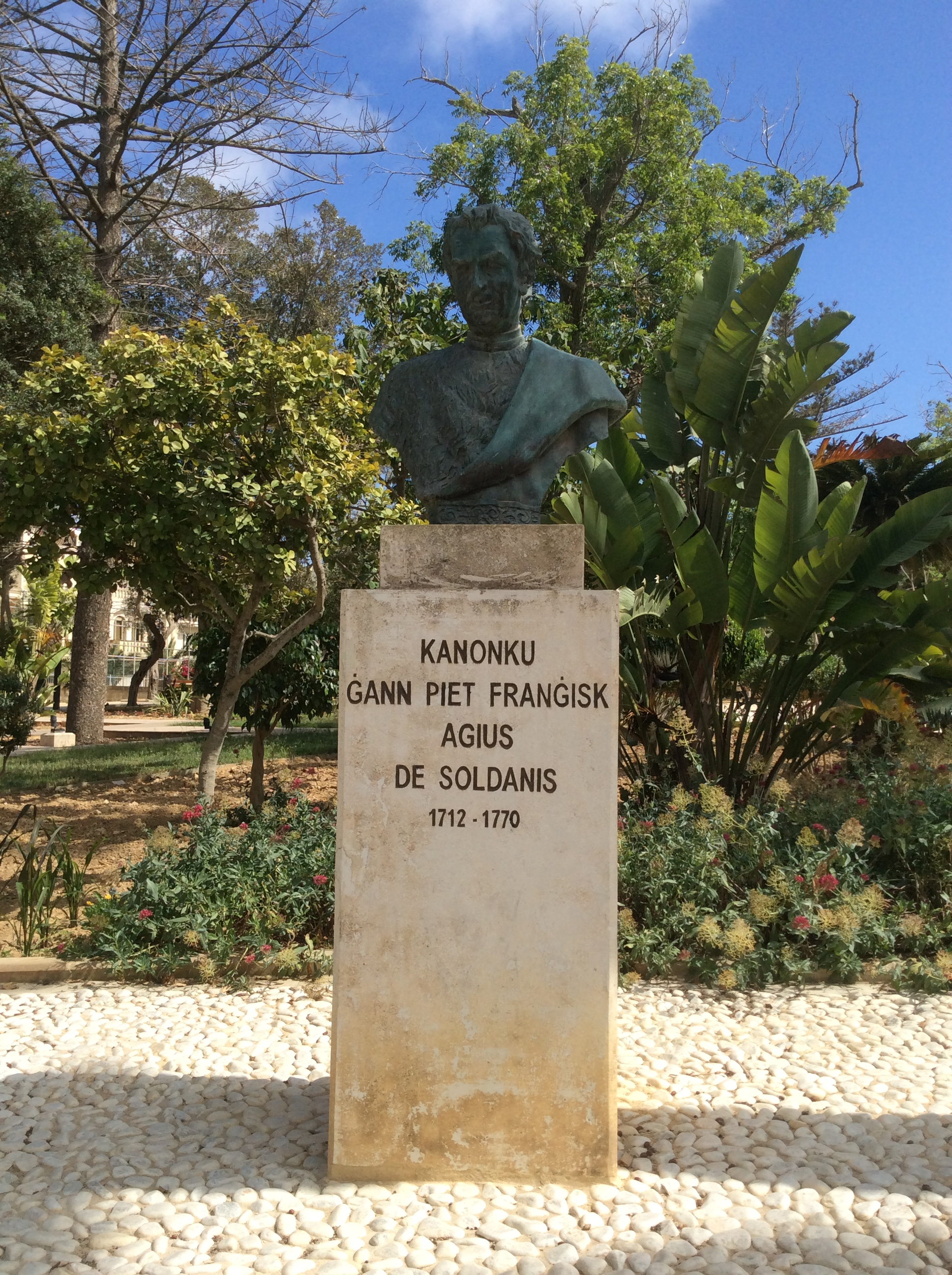
Pomnik de Soldanisa, Villa Rundle Gardens, Victoria, Gozo

De Soldanis był uczony prywatnie przez zakonnika z klasztoru Kapucynów Matki Bożej Łaskawej. Studiował później literaturę, filozofię, teologię oraz prawo w kolegium Jezuitów w Valletcie. W roku 1729 został mianowany przez biskupa Paula de Bussan kanonikiem kościoła macierzystego Gozo, a w 1735 wyświęcony na księdza.
De Soldanis interesował się historią, kulturą, archeologią oraz językiem maltańskim. Miał w swoim domu zasobną bibliotekę oraz gabinet osobliwości, zawierający różne stare monety i medale, napisy, ceramikę i statuetki. Napisał kilka prac w różnych językach, w tym maltańskim, włoskim oraz francuskim. Niektóre z nich wydał drukiem w Rzymie, Neapolu, Wenecji i Awinionie, lecz nigdy nie opublikował niczego na Malcie, z powodu braku tam w tym czasie pras drukarskich.
W roku 1753 został wyznaczony jako quaresimalista Gozo, oficjalny kaznodzieja w kościele macierzystym podczas Adwentu i Wielkiego Postu, co było uznawane za przywilej. W latach pięćdziesiątych XVIII wieku, pod wpływem brata biskupa de Bussan, de Soldanis podróżował po Francji i Włoszech. Wtedy też podjął studia na uniwersytecie w Padwie, które ukończył jako prawnik. Został też członkiem Accademia degli Apatisti we Florencji, Accademia Botanica w Cortonie oraz Accademia di Buongusto i Accademia degli Erranti w Palermo.
W roku 1758 de Soldanis powrócił na Gozo, lecz przeniósł się na główną wyspę Maltę w roku 1763, kiedy rycerz Louis Guérin de Tencin wybrał go na pierwszego bibliotekarza Bibliotheca Publica w Valletcie, poprzedniczki National Library of Malta.
Niestety od roku 1768 de Soldanis zaczął podupadać na zdrowiu. Zmarł 30 stycznia 1770 roku, i został pochowany w kościele św. Pawła Rozbitka w Valletcie.

## Prace

### Język maltański
W czasie swojego życia de Soldanis napisał kilka prac na temat języka maltańskiego, który był jego głównym obszarem zainteresowania. W roku 1750 napisał pierwszą gramatykę języka maltańskiego, po tym jak został poinformowany, że portugalski rycerz Almeida chciał opublikować taką gramatykę. Książka nosiła tytuł Della Lingua Punica presentemente usata da Maltesi, ovvero Nuovi Documenti li quali possono servire di lume all'antica Lingua Etrusca, stesi in due dissertazioni, i została opublikowana w Rzymie. W pracy tej de Soldanis wysunął hipotezę, że maltański wywodzi się z języka punickiego, pochodzącego od języka etruskiego. Hipoteza ta została później odrzucona, i dziś język maltański określany jest jako język semicki wywodzący się z sykulo-arabskiego (arabskiego sycylijskiego).
Od roku 1750 do 1762 de Soldanis pracował nad drugą gramatyką, noszącą tytuł Nuova Scuola della Lingua Punica, lecz nie została ona opublikowana. Również w latach 1750–1767 napisał 4-tomowy słownik maltańsko-łacińsko-włoski, zatytułowany Damma tal-Kliem Kartaginis mscerred fel fomm tal Maltin u Ghaucin. Jakkolwiek pozostał on również na etapie rękopisu, uważany jest za pracę na temat języka maltańskiego, ponieważ przedstawia unikalny jego obraz z połowy XVIII wieku.

### Inne prace
Poza studiami nad językiem maltańskim, de Soldanis pisał również prace na tematy historyczne, archeologiczne oraz inne, związane z Maltą i Gozo. Jego opus magnum jest Il Gozo Antico-Moderno e Sacro-Profano, dwutomowy rękopis na temat historii Gozo, ukończony w 1746 roku. Rękopis ten posłużył jako podstawa dalszych badań nad Gozo, lecz nie został opublikowany aż do roku 1936, kiedy Government Press wydało jego maltański przekład, autorstwa Giuseppe Farrugia Gioioso. Angielska wersja tego dzieła, pióra Anthony’ego Mercieca, została opublikowana w roku 1999.
W roku 1751 de Soldanis opublikował Mustafà Bassà di Rodi schiavo in Malta, o sia la di lui congiura all'occupazione di Malta descritta da Michele Acciard, dzieło na temat spisku niewolników, mającego miejsce dwa lata wcześniej. Książka ta wpędziła go w problemy z Wielkim Mistrzem Manuelem Pinto, gdyż krytykował on w niej Zakon św. Jana i występował w obronie praw Maltańczyków. De Soldanis musiał jechać do Rzymu, aby się bronić przed papieżem Benedyktem XIV, lecz powrócił na Maltę w roku 1752, i Pinto wybaczył mu.
De Soldanis napisał też serię dialogów, które są dziś uznawane za dzieła o znacznej wartości lingwistycznej i socjo-kulturalnej.
Wiele dzieł i rękopisów de Soldanisa znajduje się dziś w National Library of Malta.

## Miejsca pamięci

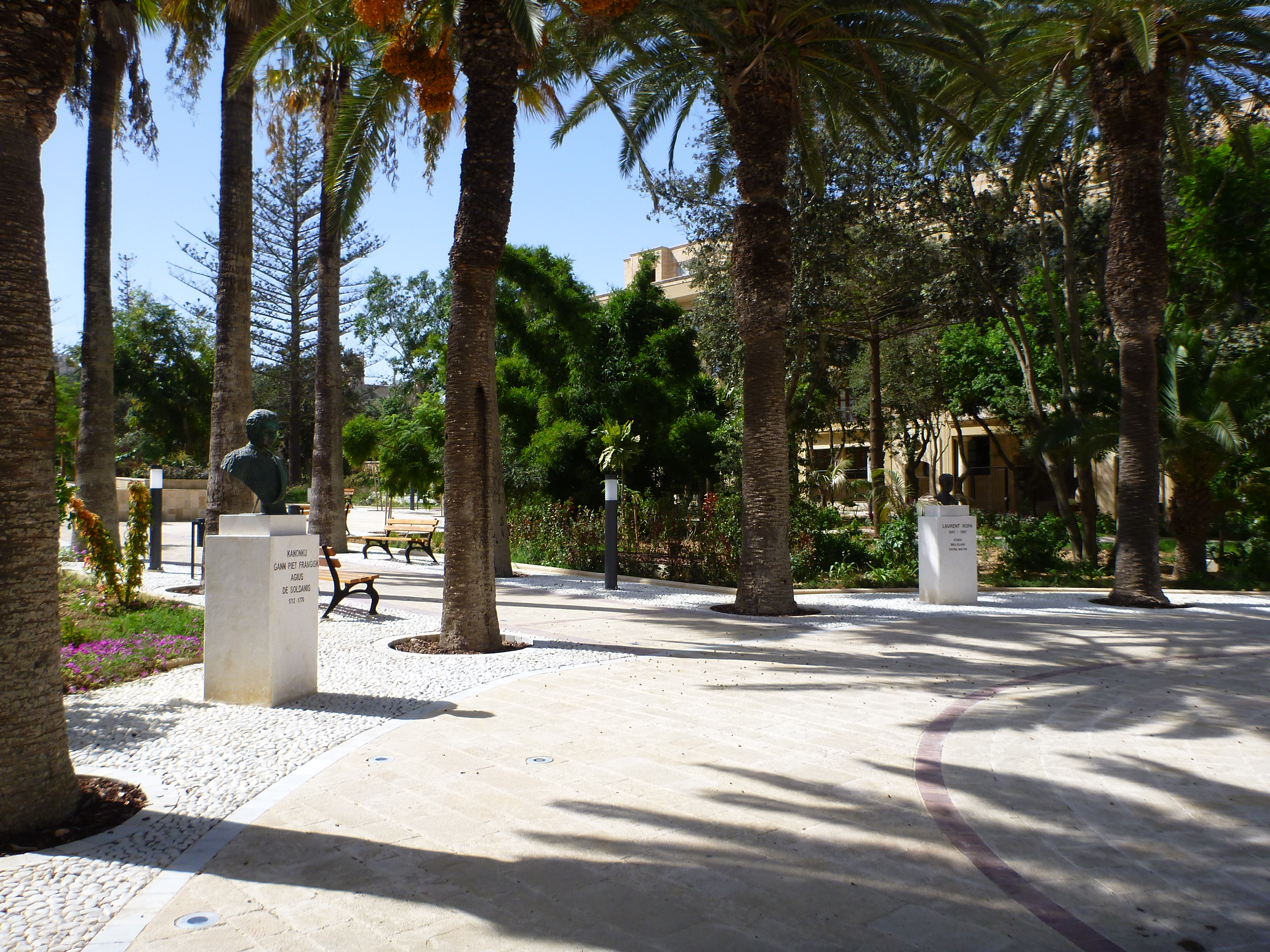
Popiersie de Soldanisa (po lewej) w Villa Rundle Gardens

Agius de Soldanis Girls' Junior Lyceum and Secondary School w Victorii na Gozo, jedyna szkoła dla dziewcząt na tej wyspie, i jedna z największych szkół na Malcie, ma za patrona de Soldanisa. Jego popiersie stoi w Villa Rundle Gardens w Victorii.
W roku 2012 obchodzono trzechsetną rocznicę urodzin de Soldanisa, z wystawami i innymi wydarzeniami w Victorii (Malta) i Valletcie. W roku 2013, na St. George’s Square w Victorii umieszczona została tablica ku jego czci.